# عقل فطری
عقل فطری (انگلیسی: Synderesis)، عقل دارای نقش‌های فطری است که این نقش‌ها داده‌های تجربی را نظم و ترتیب می‌دهند و آن را عقل فطری نامند.

## فرق عقل و استدلال
فرق عقل و استدلال این است که عقل نوری است که به‌طور ذاتی و با شهود مستقیم اصول ضروری را درک می‌کند، در حالی که استدلال عبارت است از نظر کردن در شرایط انطباق این مبادی و اصول بر موضوعات فکر برای استخراج نتیجه درست از مقدمات صادق.

## نقش‌های فطری عقل
وقتی فیلسوفان تجربی می‌گویند: در عقل چیزی نیست که پیش از آن در حس نبوده باشد، فیلسوفان عقلی با افزودن یک قید، آن را تکمیل می‌کنند و می‌گویند: مگر خود عقل.
معنی این سخن این است که اصول و معانی اولیّه که فکر آنها را کشف می‌کند، پیش از پیوند عقل با حس در عقل وجود دارند، و عقل فطری همچون صفحه سفیدی نیست که چیزی بر آن نقش نبسته باشد، بلکه عقل دارای نقش‌های فطری است که این نقش‌ها داده‌های تجربی را نظم و ترتیب می‌دهند.
بعضی معانی کلی مانند معانی کمال و بی‌نهایت ملازم عقل و غیرقابل مفارقت از آن است. و بعضی دیگر، مانند معنی زمان، مکان و وحدت توسط تفکر برای عقل حاصل می‌شود. فرق عقل و فکر این است که عقل مجموعه مبادی ضروری و معانی کلی ای است که به شناخت انسان نظم و ترتیب می‌دهد در حالی که فکر عبارت است از حرکت نفس در معقولات که این حرکت گاهی از مطالب به سوی مبادی و گاهی از مبادی به سوی مطالب است.

## مجموع اصول پیشینی منظم معرفت
عقل عبارت است از قول به اینکه عقل مجموع اصول پیشینی (Apriori) منظم معرفت است. مانند اصل تناقض، اصل علیت، اصل غائیت. وجه تمایز این اصول این است که نسبت به تجربه، ضروری، کلی و مستقل اند.

## گوتفرید لایبنیتس
انسان توسط ادراک حقایق ضروری و ابدی از حیوان متمایز می‌شود، بنا بر این، انسان است که در او عقل و علم پدید می‌آید و به سوی معرفت ذات خود و شناخت خداوند اوج می‌گیرد.
این معنی تحت تأثیر کانت در فلسفه جدیدی گسترش یافته‌است. به طوری که فیلسوفان می‌گویند:
شناخت جهان فقط توسط ادراکات تجربی عقل کامل نمی‌شود بلکه توسط معانی فطری خود عقل تکمیل می‌گردد.

## تفکیکیان متاخر
تفکیکیان متاخر، عقلِ مورد پذیرش خود را با عنوان های متمایزی همچون عقل فطری (عقل انواری)، خود بنیاد دینی و ضروری معرفی می‌کنند تا تفاوت آن را با عقل فلسفی نشان دهند، اما در واقع امر، عقل مطلوب ایشان، همان عقل تحلیل‌گر یا عقل مدرک بدیهیات است.
دین پژوهی از روش‌های مختلفی همچون «عقلی»، «نقلی» و «شهودی» بهره می‌برد. مکتب تفکیک از میان این روش‌ها تنها راه کاشف دین را، نقل با رهیافت تأکید بر روایات و بهره‌گیری از عقل فطری می‌داند. این مکتب با تفکیک میان عقل فطری و عقل بشری، به اعتبار عقل فطری حکم می‌کند.